# Wilhelm Schwartz
Friedrich Lebrecht Wilhelm Schwartz, född 4 september 1821 i Berlin, död där 16 maj 1899, var en tysk filolog och folkminnesforskare.
Schwartz deltog tillsammans med sin svåger Adalbert Kuhn i insamling av tyska folksagor och utgav förutom dessa sagor en rad skrifter inom jämförande mytologi (bland annat Der heutige Volksglaube und das alte Heidentum (1849) och Prähistorisch-anthropologische Studien (1884). Hans namn är särskilt knutet till upptäckten av en "lägre mytologi" i sägner och seder som ett förstadium till mytvärlden och religionen.